# Amulety starożytnego Egiptu
Amulety starożytnego Egiptu – drobne obiekty o symbolice magicznej, charakterystyczne jedynie dla kultury staroegipskiej i ściśle związane z wierzeniami starożytnych Egipcjan.

## Wprowadzenie

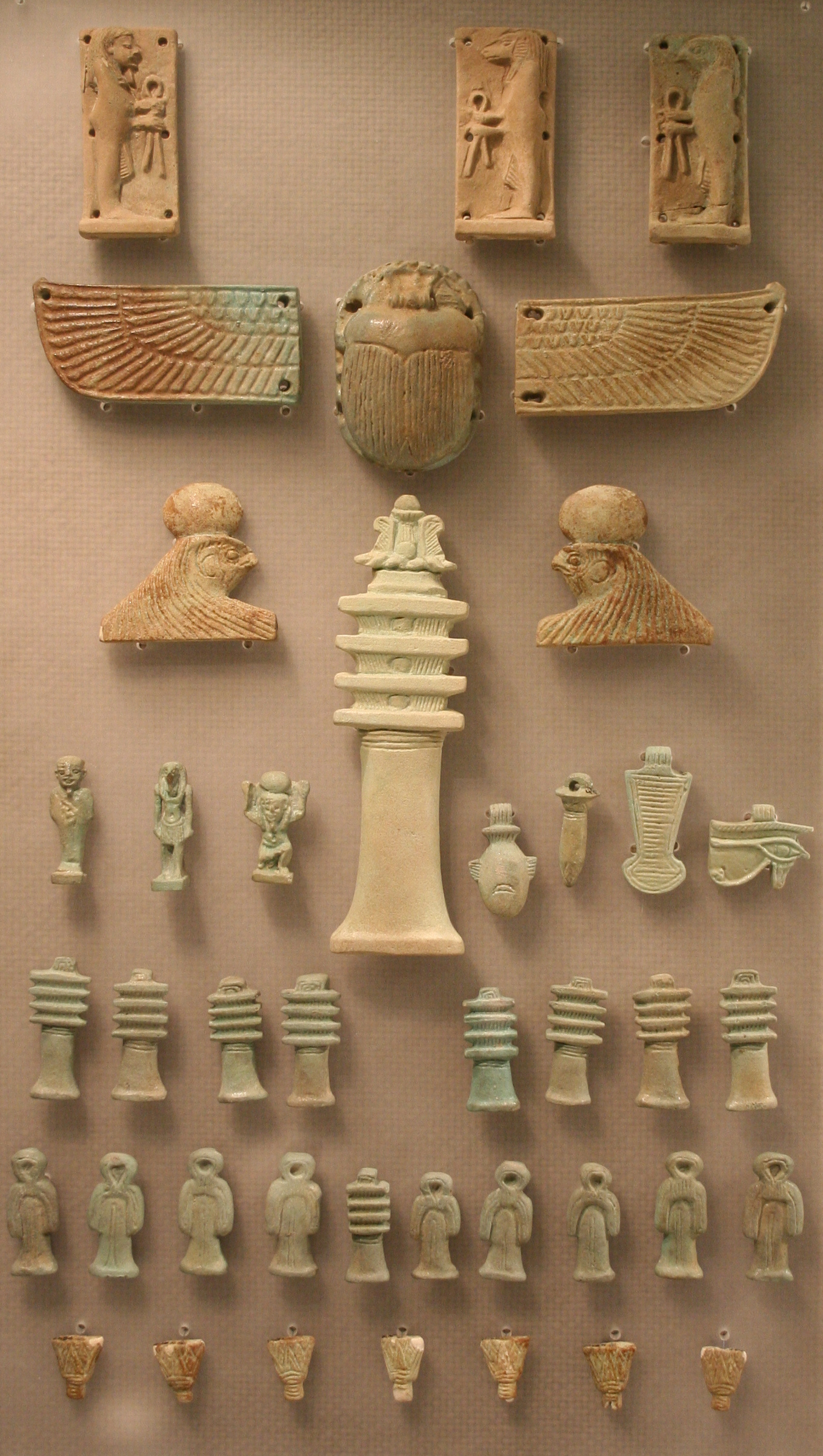
Zestaw egipskich amuletów ze zbiorów Ägyptisches Museum w Lipsku

W odróżnieniu od Arabów, którzy nazwę amuletu (himālat) utworzyli od słowa „nosić” (hamā'il), starożytni Egipcjanie określali je słowami ket-ha, sa i udżau, które ich zasadnicze znaczenie łączyło z pojęciem „obrona”. Spotykane już w chalkolitycznych pochówkach kultury badaryjskiej, służyły one w Egipcie do obrony w sensie magicznym, a najprostszymi i zarazem najstarszymi były zęby i pazury dzikich zwierząt, których noszenie miało posiadaczowi naturalnie zapewnić takie cechy, jak siła i dzielność. Do pierwotnych amuletów należały też pestki i nasiona (jako siedlisko tajemniczych mocy wzrostu), kości, muszle oraz rzadkie minerały; istotną rolę odgrywały przy tym barwa i rodzaj materiału. Wraz z rozwojem wierzeń te naturalne amulety zastąpiono figurkami w odpowiedniej postaci (bóstw, świętych zwierząt, symboli magicznych). Z okresu dynastycznego znane są setki rodzajów amuletów miniaturowych figurek bóstw oraz świętych symboli, oprócz zwitków płótna zapisanych magicznymi formułam.
Od schyłku Średniego Państwa wyodrębniła się produkcja amuletów przeznaczonych wyłącznie dla zmarłych. Używane przez żyjących umieszczano w naszyjnikach, bransoletach itp. ozdobach noszonych na co dzień. Mimo dążenia do tego, by amulet wykazywał się największą uniwersalnością ochronną, z drugiej strony pożądane było działanie szczególne, wymierzone przeciw konkretnemu zagrożeniu. Często powtarzał on kształt pewnych znaków hieroglificznych, mających przekazać moc określonego pojęcia swemu nosicielowi. Działanie wielu amuletów (np. Oka Horusa) związane było ze zdarzeniami mitologicznymi.
Upowszechnienie stosowania amuletów w Egipcie nastąpiło od Epoki Późnej. Liczba znanych rodzajów przekracza 270, co obejmuje zarówno obiekty przeznaczone dla żyjących, jak dla zmarłych.
Ich występowanie stwierdzono szerzej, również na obszarze bliskowschodnich wpływów egipskich, np. w Palestynie (m.in. amulety oka Horusa, filaru dżed, boga Besa). W odległej Kartaginie, gdzie magia egipska zajmowała ważne miejsce w wierzeniach ludowych, materialne świadectwo stanowią amulety z wyobrażeniami licznych bóstw egipskich (Ptaha, Horusa, Besa, Thota, Mina, Chonsu, Szu, Amona-Re, Sachmet, Anubisa, Toeris i innych).

## Rozwój i typologia

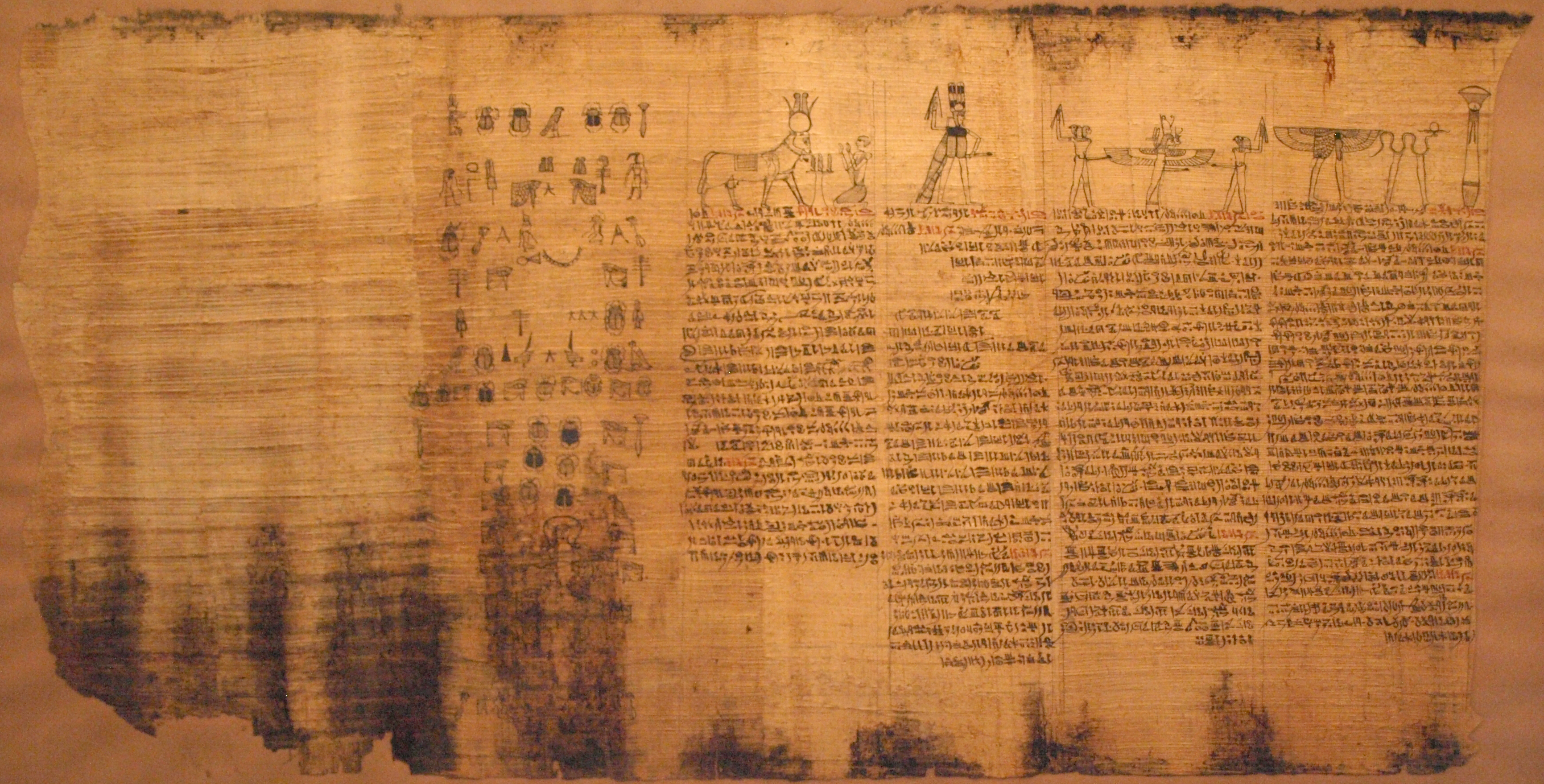
Papirus ptolemejski ze wskazaniami dotyczącymi rozmieszczenia amuletów na ciele zmarłego

Amulety o kształtach naśladujących formy naturalne pojawiły się już w okresie przeddynastycznym, w IV tysiącleciu p.n.e. W epoce Starego Państwa następuje ich różnicowanie i znanych jest 69 typów. Masowa produkcja rozwija się jednak dopiero w okresie Nowego Państwa i trwa aż do czasów chrystianizacji obszarów Egiptu. Istotny wpływ na to miało udoskonalenie metod ich wytwarzania oraz zwiększenie produkcji z fajansu, szkła, a także z kamienia i metalu. Jako surowiec kamienny służyły minerały pospolite (dioryt, piaskowiec, szpat polny, jaspis, serpentyn, hematyt, kryształ górski) i półszlachetne (głównie karneol, lapis lazuli, ametyst), a rzadziej szlachetne (szmaragd, turkus); spośród metali najczęściej wykorzystywano brąz, znacznie rzadziej – metale szlachetne (złoto, srebro, elektron). Najtańsza jednak była produkcja amuletów z fajansu, najpopularniejszych wśród uboższych warstw ludności.

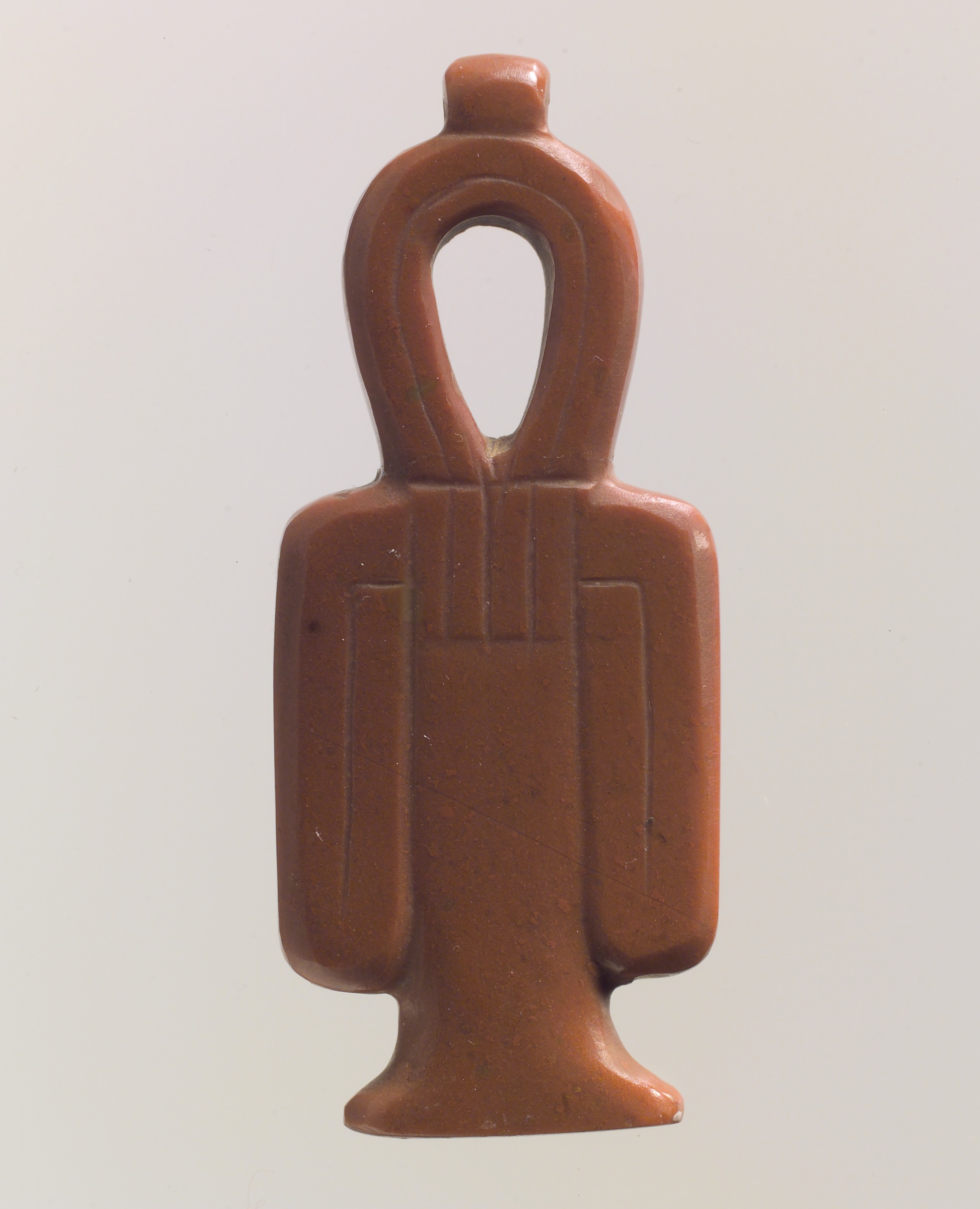
Amulet tit w postaci tzw. węzła Izydy

Poza materiałem istotną rolę odgrywał też kształt. W zakresie stosowanych wyobrażeń najczęstszymi były miniaturowe figurki bóstw i demonów, świętych zwierząt i symboli. Zawieszano je na sznurkach lub rzemykach, wprawiano w pierścionki, bransolety, kolczyki, pektorały, naszyjniki, wkładano również pomiędzy bandaże mumii dla ochrony zmarłego (tu przede wszystkim skarabeusz sercowy i ozyriacki filar dżed i sokół oraz plakietki z wizerunkami czterech synów Horusa). 
Do najczęściej spotykanych i uniwersalnych, przeznaczonych zarówno dla żyjących, jak zmarłych, należały amulety symboliczne w kształcie oka Horusa oraz symbolu życia anch. Znaczną grupę stanowią figurki bogów (Amona, Re, Ozyrysa, Horusa, Izydy, Thota, Sachmet, Bastet i in.) zapewniające ich szczególną opiekę; w późniejszych czasach szczególną popularność zyskały wyobrażenia „domowych” bóstw – Besa i Toeris, a także Harpokratesa. Dodatkową rolę magiczną pełniły różne inne wyobrażenia symboliczne (węzeł Izydy, dwa palce Horusa, serce, strusie pióra, drabina, poziomica, podgłówek, schody, korony królewskie itp.) wraz z przedstawieniami określonych, obecnych w kulcie zwierząt (przede wszystkim wąż, kot, sokół, krowa, baran, byk, krokodyl, hipopotam, żaba, ryba, pawian, szakal, ibis, zając, lew).
Pod względem wykonania technicznego wyróżnić można dwie kategorie amuletów: o powierzchni gładkiej albo pokrytej symbolami bądź formułami magicznymi, podwajającymi moc działania. Na niektórych umieszczano fragmentarycznie zaklęcia magiczne z Księgi Umarłych. Były też amulety pisane w postaci magicznych tekstów utrwalonych na papirusie.

## Najważniejsze rodzaje

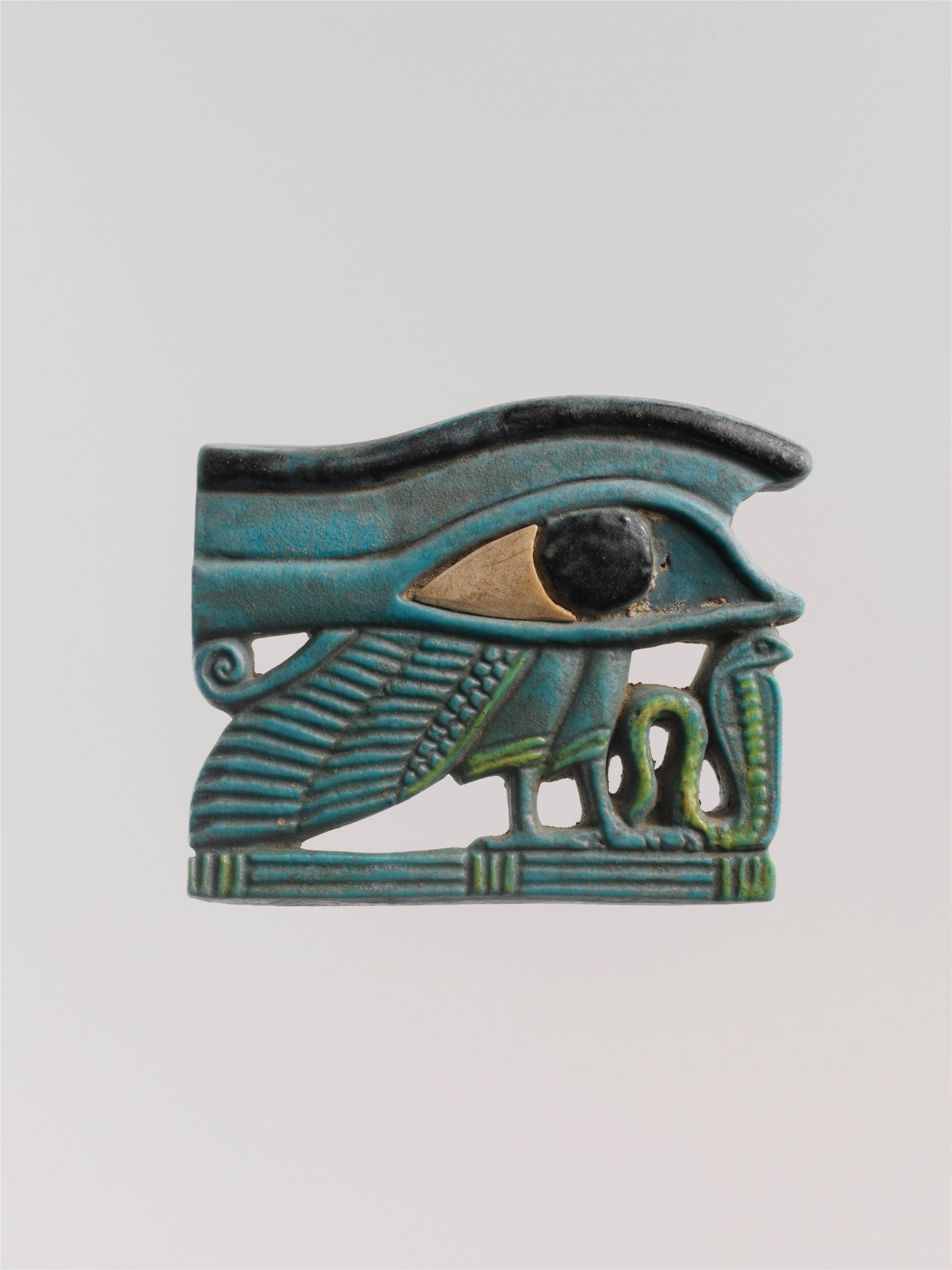
Amulet oka Horusa

- Oko Horusa (Udżat) – jeden z uniwersalnych najpopularniejszych, stosowany od czasów Starego Państwa. Żywym dawał zdrowie, siłę i opiekę: ochronę przeciw dzikim zwierzętom i złemu losowi, wspomagał gojenie się ran i leczenie chorób; w okresie ptolemejskim wspomagał w chwytaniu złodziei. Wykonywany ze złota, srebra, szmaragdu, drewna, fajansu, hematytu, karneolu i lapis lazuli (zalecany jako najodpowiedniejszy), dla skuteczności musiał być ofiarowany podczas przesilenia letniego. Istniał w dwóch odmianach: z liniami skierowanymi w prawo lub w lewo, barwy białej lub czarnej – symbolicznie dla słońca i księżyca albo Ra i Ozyrysa[16]. Niekiedy oko zwielokrotniano lub uzupełniano innymi drobnymi symbolami[17].
- Znak życia (hieroglif anch) – noszony przez żyjących umożliwiał zachowanie życia i przedłużenie go na ziemi, zmarłym odnawiał życie w zaświatach i pomagał w chwili zmartwychwstania[18]. Wykonywany z różnych materiałów[19], używany jako węzeł magiczny (lub rodzaj krzyża) zawieszany na szyi[20].
- Filar dżed – związany z kultem Ozyrysa, symbolizował trwanie[21] przedstawiając filar-drzewo, w którym Izyda ukryła niezniszczalne szczątki małżonka[c]. Wykonywany ze złota i różnobarwnych kamieni, przede wszystkim z fajansu.

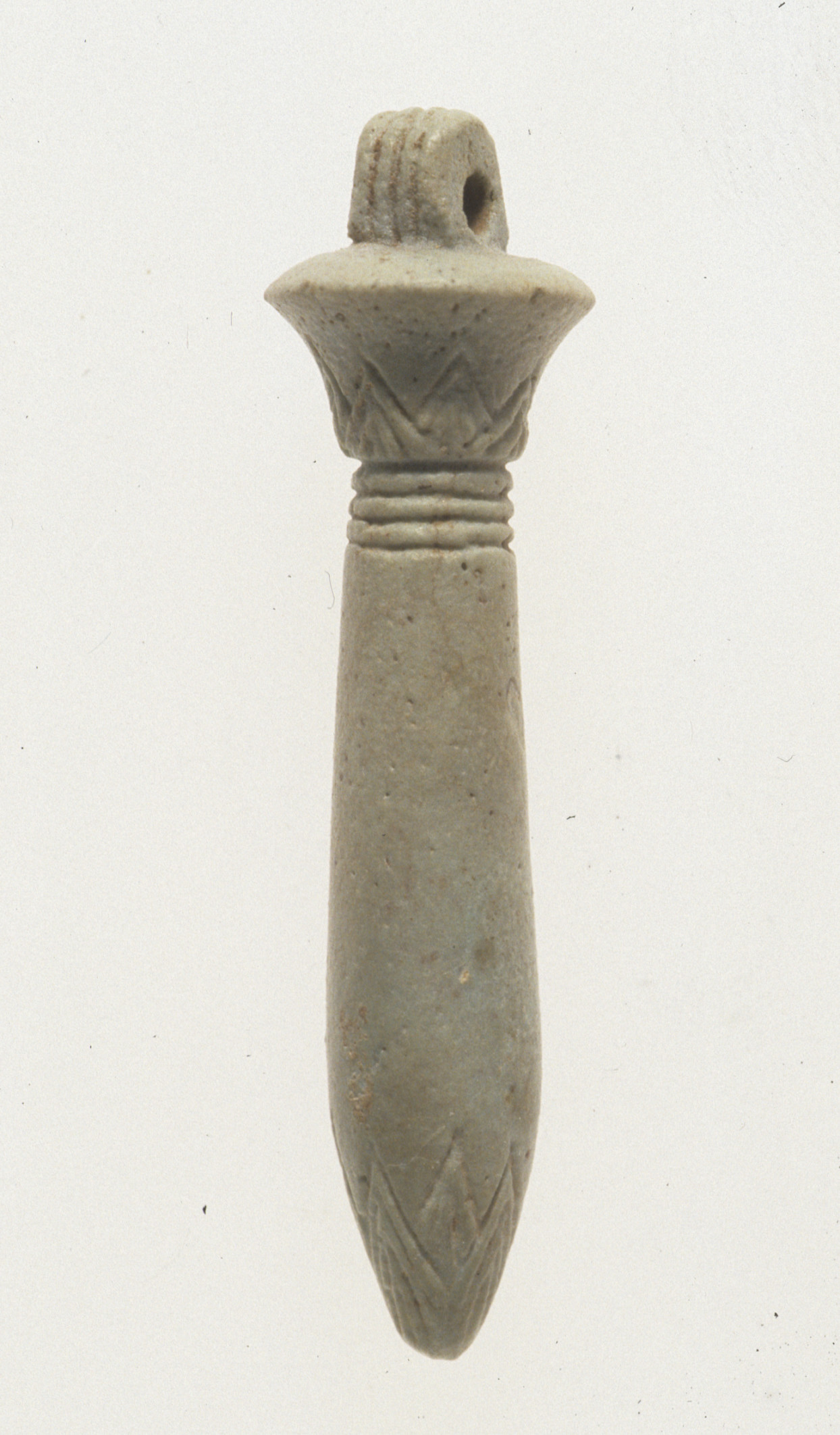
Papirusowa kolumna uadż

- Kolumienka (papirusowa) uadż – hieroglif w tej postaci symbolizował zieloność, świeżość, młodość[21]; jako amulet miał dawać siłę i młodzieńczy wigor[18]. Amulet symbolicznie przekazywany zmarłemu od Thota, miał też symbolizować potęgę Izydy; wykonywany z jasnozielonego (jasnoniebieskiego) fajansu lub ze szmaragdu[22].
- Węzeł Izydy (tit) – przeznaczony dla zmarłych, umożliwiał swobodne poruszanie się po zaświatach z „jedną ręką w niebie, a drugą na ziemi”; jako węzeł (klamra) paska Izydy[d] miał zwykle barwę czerwoną – wycinany w karneolu, jaspisie, wyrabiany z barwionego szkła i fajansu[23]. Chronił też żyjących od złych stworzeń i mocy, symbolizując (podobnie jak anch) życie i dobrobyt[21].
- Palce Horusa – wskazujący i środkowy palec, których użył dla wprowadzenia po drabinie swego ojca Ozyrysa; związane z rytuałem otwierania zmarłemu ust na sądzie Ozyrysa. Wykonywany z ciemnych kamieni (bazalt, obsydian, hematyt)[23]. Amulet dla zmarłych, umieszczany na brzuchu mumii przy otworze, którym usuwano wnętrzności; być może wyobrażał palce (ręce) balsamisty[24].
- Serce (hieroglif ib) – przeznaczony dla zmarłych, zabezpieczał serce, służył w rytuałach magicznych ("otwarcie ust i oczu"); wykonywany najczęściej z lapis lazuli, karneolu[25].
- Skarabeusz – amulet chroniący serce zmarłego, wykonywany z zielonego bazaltu lub granitu, niebieskiej masy szklanej lub barwnego fajansu; noszony także przez żywych (często szmaragdowy). Nakładany z zastosowaniem dłuższej ceremonii magicznej[26]. Częsty również w kolorze czarnym (głównie z serpentynu) łączonym symbolicznie z płodnością[27]. Poza zasadniczą formułą przewidzianą dla pośmiertnego rytuału „ważenia serca” oraz innymi formułami modlitewnymi i imionami szczególnymi (np. władców), także na nim umieszczano wizerunki (albo imiona) rozmaitych bóstw[28].
- Bes – odstraszający złe demony amulet w postaci pokracznego bóstwa dzieci, tańca i gier; występuje od Nowego Państwa, niezwykłą popularność zyskał w czasach późniejszych aż po okres rzymski[29].
- Toeris – amulet przeznaczony dla kobiet, głównie w ciąży i karmiących; używany od końca Starego Państwa, również szczególnie popularny w czasach późniejszych, gdy Toeris wraz z Besem należała do ulubionych bóstw domowych[30]. Wykonywany najczęściej z zielonego i niebieskiego fajansu lub masy szklanej[31].

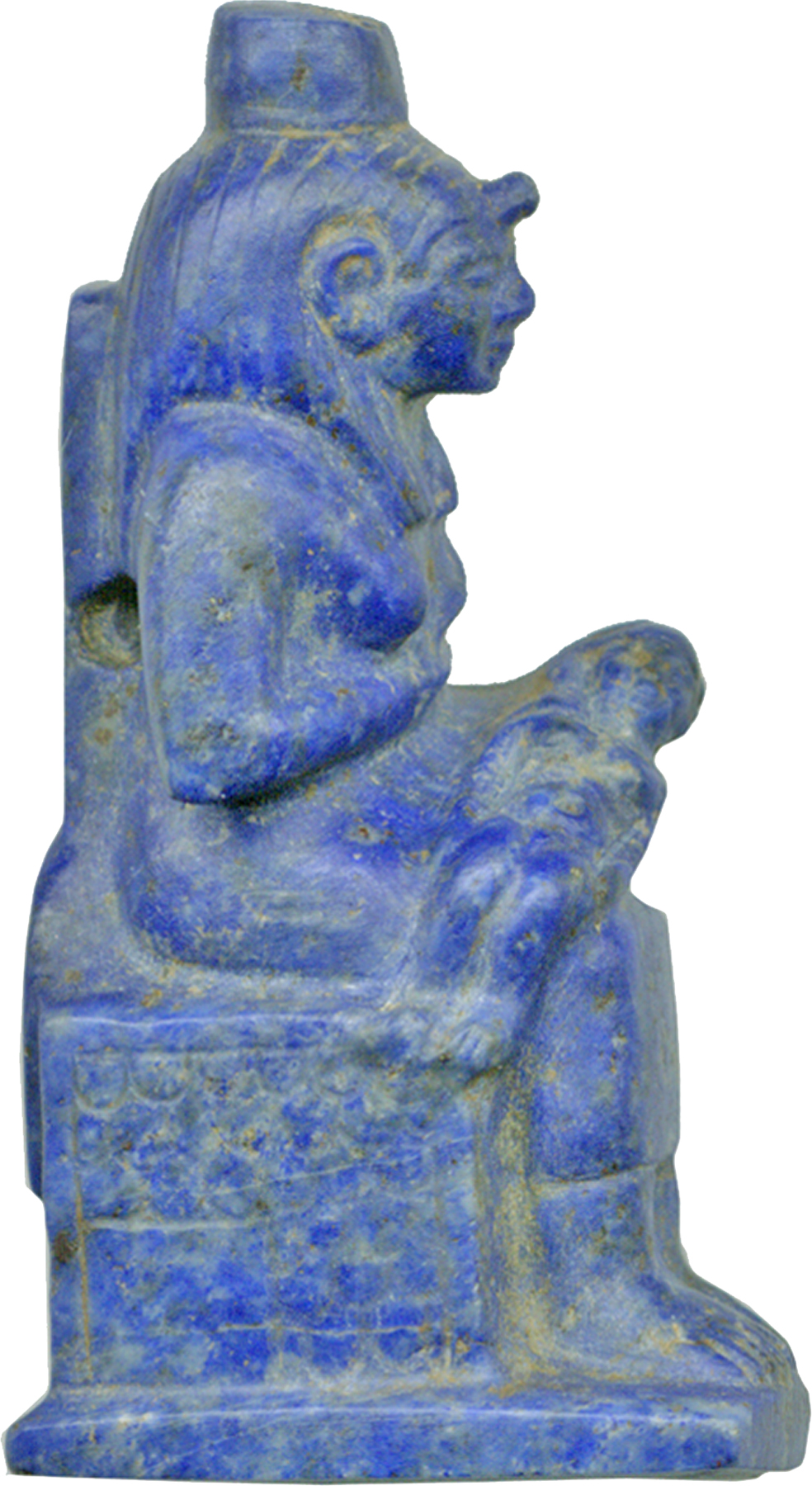
Izyda z Harpokratesem

- Harpokrates – popularny w okresie ptolemejskim amulet „małego Horusa”, według Greków dający moc zachowania i strzeżenia tajemnicy[32].
- Thot – amulet bóstwa wiedzy, nauki i mądrości, zapewniający niezwykłe przymioty umysłowe i duchowe (talent, sprawiedliwość); w czasach późniejszych wykonywany głównie z barwnego fajansu.
- Izyda z Horusem – amulet ochronny, związany m.in. z legendą o Izydzie ukrywającej się na bagnach Delty z Horusem ukąszonym przez skorpiona, który wskutek zaklęć Thota ozdrowiał po wypłynięciu jadu z rany, stając się symbolem zwycięstwa nad truciznami[33][34].
- Horus (dziecię) na krokodylach – wyobrażenie Horusa-dziecka (czasem w otoczeniu innych bóstw albo symboli ochronnych), trzymającego w rękach węże lub parę noży. Popularny w okresie późnym i ptolemejsko-rzymskim, amulet zapewniał ochronę przed krokodylami, jadowitymi wężami i skorpionami[33].
- Imset, Hapi (syn Horusa), Duamutef, Kebehsenuf – amulety dla zmarłych, które weszły w użycie w Okresie Późnym, często zastępowane fajansowymi plakietkami noszącymi wyobrażenia tych synów Horusa, symbolizujących cztery strony niebios (zarazem bóstw funeralnych, chroniących usunięte wnętrzności zmarłego: wątrobę, płuca, żołądek i jelita)[33][35].
- Wepwawet – pomocny zmarłemu przy ceremonii „otwarcia ust”[36] amulet bóstwa wyobrażanego w postaci czarnego psa i jako „Otwierający Drogi” uważanego za przewodnika zmarłych w życiu pozagrobowym[37].
- Apis – figurka byka będącego dla żyjących symbolem sił witalnych i płodności, w kulcie zmarłych łączony z Ozyrysem i bóstwem nekropolii Sokarisem[38].

### Inne symboliczne wyobrażenia
- korony królewskie i kartusz
- naszyjnik
- podgłówek
- stopnie (schody)
- drabina
- sęp
- głowa węża (dwugłowy wąż)